# ChristenUnie-SGP
ChristenUnie-SGP is een samenwerking van de Nederlandse politieke partijen ChristenUnie (CU) en Staatkundig Gereformeerde Partij (SGP). Bij sommige gemeenteraadsverkiezingen en Provinciale Statenverkiezingen dienen de partijen een gezamenlijke lijst in. Voor de fusie van het Gereformeerd Politiek Verbond (GPV) en de Reformatorische Politieke Federatie (RPF) tot ChristenUnie in 2000 deden deze partijen ook in verschillende combinaties mee, waaronder SGP/RPF/GPV. Van 1984 tot en met 2019 deden de partijen (of de voorgangers van de ChristenUnie) gezamenlijk mee aan de Europese Parlementsverkiezingen.

## Algemeen
| Verkiezing | SGP/GPV | SGP/RPF | GPV/RPF | SGP/GPV/RPF | Totaal |
| ---------- | ------- | ------- | ------- | ----------- | ------ |
| 1978       | 23      | 33      | 5       | 9           | 70     |
| 1982       | 8       | 38      | 34      | 43          | 123    |
| 1986       | 8       | 37      | 26      | 38          | 109    |
| 1990       | 9       | 33      | 35      | 48          | 125    |
| 1994       | 8-9     | 36-37   | 51-52   | 51-52       | 148    |
| 1998       | 3       | 22      | 62-63   | 47-8        | 135    |

De RPF, GPV en SGP verschilden onderling in hun houding ten aanzien van electorale samenwerking. De RPF streefde vanaf haar oprichting in 1975 "naar samenwerking met
andere [...] politieke groeperingen, die evenals de RPF een beleid voorstaan op basis van Gods Woord". De SGP was van oudsher gehecht aan zelfstandigheid, maar ging in de jaren 50 gemeentelijk samenwerken met ARP en CHU totdat deze samengingen in het CDA. Het GPV had lange tijd principiële bezwaren tegen lijstineenschuivingen maar stond hier vanaf de jaren 80 in toenemende mate voor open. Voor de Europese Parlementsverkiezingen in 1984 stemde het GPV – na veel interne controverse – voor het eerst in met lijstineenschuiving.
In de jaren daarna begon het GPV zich soepeler op te stellen tegenover de samenwerking. In 1994 rezen er bezwaren vanuit de SGP, nadat de RPF een vrouwelijk kandidate voor de gezamenlijke lijst voor de Europese Parlementsverkiezingen in 1994 had voorgesteld. Uiteindelijk trok de kandidate zich terug, waardoor toch met een gezamenlijke lijst deelgenomen kon worden. Het SGP-bestuur sprak zich vervolgens uit dat deelname aan gemeenschappelijke lijst met een vrouw principieel onaanvaardbaar bleef. Slechts als een gemeenschappelijke zetel een extra zetel zou kunnen opleveren of betere positie bij samenstelling van college, waren onderhandelingen mogelijk, maar mochten vrouwen alsnog niet op verkiesbare plek. De RPF en GPV reageerden daarop door regels op te stellen waardoor zij niet gedwongen mochten worden om geen vrouwen te plaatsen op gemeenschappelijke lijsten.
| Verkiezing | Gemeenten | Percentage |
| ---------- | --------- | ---------- |
| 2006       | 41        | 9,8        |
| 2010       | 38        | 9,7        |
| 2014       | 38        | 10         |
| 2018       | 39        | 11,6       |
| 2022       | 34        | 10,2       |

## Europese Parlementsverkiezingen
Aan de eerste Europese Parlementsverkiezingen in 1979 deden de SGP en GPV onafhankelijk van elkaar mee. Beide partijen behaalden toen geen zetel. Vanaf 1984 vormden de partijen samen met RPF één gezamenlijke lijst, waamee ze wel een zetel behaalde.
Na de eerste twee succesvolle verkiezingen maakte Leen van der Waal geen deel uit van een fractie (Niet-fractiegebonden leden van het Europees Parlement). In 1994 sloot Van der Waal zich aan bij de fractie Europa van Nationale Staten en in 1996 bij de opvolger daarvan, Onafhankelijken voor het Europa van de Nationale Staten. Hans Blokland en Van der Waal sloten zich in 1999 aan bij Europa van Democratieën in Diversiteit (EDD) toen de vorige fractie zich reorganiseerde.
In 2004 fuseerden GPV en RPF samen tot de ChristenUnie. Dat jaar reorganiseerde EDD zich wederom, ditmaal tot de Onafhankelijkheid en Democratie Groep (IND/DEM).
In 2009 verdeelden de parlementariërs van de gedeelde lijst zich over twee verschillende fracties. Peter van Dalen (CU) sloot zich aan bij Europese Conservatieven en Hervormers (ECH). De SGP mocht vanwege haar vrouwenstandpunt niet in de ECH. Bas Belder sloot zich daarom aan bij de opvolger van IND/DEM, Europa van Vrijheid en Democratie (EVD). In 2014 verzachtte de SGP haar standpunt wat betreft vrouwelijke kandidatuur, waarna de partij alsnog werd toegelaten in de ECH.
In 2019 kwam het echter wederom tot een breuk, toen ChristenUnie de ECH verliet voor Fractie van de Europese Volkspartij, omdat ook radicaal-rechtse partijen zoals Forum voor Democratie zich bij ECH hadden aangesloten. Vanwege groeiende meningsverschillen besloot de ChristenUnie in 2022 vervolgens ook om bij de Europese Parlementsverkiezingen op 6 juni 2024 geen gezamenlijke lijst meer te vormen wat resulteerde in 180.060 stemmen (2,89%) en geen zetel; in tegenstelling tot de SGP.

## Tweede Kamerverkiezingen
In 1973 werden lijstverbindingen mogelijk en in 1977 vormden de partijen op initiatief van RPF een lijstverbinding, ondanks dat het GPV alleen met SGP en niet met RPF wilde. Vanwege een slecht resultaat koos GPV ervoor om in 1981 niet meer mee te doen met lijstverbinding met RPF, waardoor alleen SGP en RPF een lijstverbinding aangingen. Voor RPF was dit zo'n succes, dat GPV het jaar daarop weer besloot mee te doen. Sindsdien was er – tot de opheffing van lijstverbindingen na de Tweede Kamerverkiezingen van 2017 – altijd een lijstverbinding tussen de drie partijen (of twee partijen, toen RPF en GPV gefuseerd waren tot ChristenUnie).